# Municipio de Texcaltitlán
El municipio de Texcaltitlán es uno de los 125 municipios que conforman al estado de México. Limita al norte con Temascaltepec y con San Simón de Guerrero, al este con Coatepec Harinas, al sur con Almoloya de Alquisiras y Sultepec y al oeste con Tejupilco. Su cabecera es la localidad de Texcaltitlán.Se encuentra al sur del estado, en la Tierra Caliente.

## Toponimia
Texcaltitlán proviene del náhuatl y se compone de los vocablos Texcalli "Roca", y Titla "entre", que significa “entre las rocas”.

## Historia
Según datos que existen en el Archivo General de la Nación e investigados por estudiantes de la Facultad de Antropología y Arqueología de la Universidad Autónoma del Estado de México en 1995,  Texcaltitlán se localizaba en las franjas divisorias de los imperios de Ocuilan, Tlacheo y el reinado de Michoacán, y pertenecía al imperio mexica. A nivel regional, en los años 300 a 800 a. C., ejerció por un tiempo influencia sobre los sistemas agrícolas de los teotihuacanos y tuvo relación religiosa con Teotenango. En los años 900-120 estuvo dentro de las regiones de dominio tolteca; de los años 1250 a 1520 estuvo bajo el dominio mexica, y tuvo tres áreas de influencia: una de agrupación primitiva, otra de expansión y una de dispersión. Los primeros pobladores fueron matlatzincas y tenochcas, quienes hablaban el matlatzinca y el mexica.[cita requerida]

## Festividades importantes
- 1 de enero
- 28 de junio
- 25 de julio

## Época prehispánica
Texcaltitlán estuvo asentado en la cima de la montaña rocosa y de grandes peñascos. Tenían como fortaleza un risco, que les servía para defenderse de los purépechas, con quienes sostenían frecuentes luchas. A la fecha, estas peñas son conocidas con el nombre de Las Paredes y la Peña de la Virgen, donde todavía existen basamentos de pirámides; templos o teocallis, rocas con figuras de dioses en relieve, figurillas de barro o pedazos de vasijas que corresponden al año de 1519.[cita requerida]
En los años 1579-1580, los naturales estaban sujetos al señor Axayácatl y después al señor Moctezuma Xocoyotzin, a quienes pagaban tributos, que consistían en: manta de henequén, tinta de sumo de ocate y hongos.[cita requerida]
En esta época, Texcaltitlán era un pueblo importante, le llamaban cabecera de todos y le pertenecían los pueblos de Temascaltepec, Tejupilco y Tuzantla. Además, tenía sujetos a siete pueblos ya desaparecidos, conocidos con los nombres de: Ciutepeque, Ocelotequepue, Yexvaca, Cuahtepeque, Oztotitipac, Tlapatlapan y Melamamaloya.[cita requerida]

## Dominación española
De acuerdo con las relaciones de minas de Temascaltepec de don Gaspar Covarrubias, alcalde mayor, Texcaltitlán fue en esta época una encomienda dada a don Antonio de Caicedo, español conquistador. Esta encomienda estaba compuesta de 1,509 tributarios. Se menciona de unas minas que existían que fueron explotadas por el encomendador y trabajadas por los nativos en forma rústica, los primeros pobladores se fueron extinguiendo a causa de una epidemia de viruela negra. En este tiempo llegaron de España misioneros franciscanos que se establecieron en el pueblo de San Francisco Coaxusco, en donde construyeron la primera iglesia, dejando como patrón a San Francisco de Asís. Este pueblo se encuentra situado al sur de la cabecera municipal; posteriormente los frailes construyeron otra iglesia en el centro, en lo alto de un cerrito, rodeada de una fortaleza con grandes almenas y un arco al frente, dejando como patrón a Santiago Apóstol. A mediados del siglo XIX llegó un general descendiente de españoles, de nombre Laureano Valdés, quien construyó el primer palacio municipal y la fuente que aún se encuentra en el jardín municipal.[cita requerida]

## SigloXX: la Revolución mexicana
En este periodo, Texcaltitlán estuvo resguardado por militares del gobierno. Al frente de ellos estaba el general José Cabrera, quien vivió muchos años en este lugar. El pueblo fue saqueado varias veces por bandidos que se hacían pasar por revolucionarios, que también asaltaban a los comerciantes que iban a la ciudad de Toluca en un lugar conocido hasta la fecha con el nombre de Cerro Gordo, donde robaban y colgaban a mucha gente que iba al frente del comercio.[cita requerida]

## Sitios de interés turístico
- La parroquia de Santiago Apóstol, en el centro del municipio.
- El Rancho el Pedregal, que cuenta con un lago para pesca y actividades al aire libre.
- El centro histórico de la cabecera municipal[cita requerida]

## Dia de Tianguis
El martes es día de tianguis, una tradición para encontrar una gran variedad de productos frescos y locales, como flores, frutas, verduras y comida típica. Además, es común la venta de diversos animales, como aves, conejos y mascotas. Este mercado tradicional ofrece una oportunidad para adquirir productos de alta calidad, mientras se disfruta el ambiente vibrante y la comida preparada al momento.[cita requerida]